# Исповедь (фильм, 1999)
«Исповедь»  (англ. The Confession) — фильм 1999 года Дэвида Хью Джонса по книге Сола Юрика.

## Сюжет
У еврейской пары по вине медиков умирает единственный сын. Отец, вне себя от горя, убивает врача, медсестру и секретаря больницы. Его работодатель предлагает взяться за дело амбициозному юристу Рою Блэкли, не чурающемуся самых грязных приёмов ради успеха. Блэкли метит в кресло прокурора штата, но чем дальше он занимается этим делом, тем всё более хрупким становится его карьерный рост.

## В ролях
- Алек Болдуин — Рой Блэкли
- Бен Кингсли — Гарри Фертиг
- Эми Ирвинг — Сара Фертиг
- Ричард Дженкинс — Косс O’Донелл
- Крис Нот — Кампузо

Съёмки фильма проходили в Бруклине и на Манхэттене.